# Благовещенский Ионо-Яшезерский монастырь
Благове́щенский Ио́но-Яшезе́рский монасты́рь — мужской монастырь Петрозаводской епархии Русской православной церкви, расположенный неподалёку от села Шёлтозеро, между озёр Яшезеро и Сенное. Включён в список памятников истории и архитектуры как памятник монументального монастырского зодчества.
Возрождённый монастырь требует полной реставрации, в самой обители все здания разрушены, и братии приходится жить на монастырском подворье в селе Шёлтозеро, созданном в 2004 году.

## История
Монастырь был основан во второй половине XVI века преподобным Ионой Яшезерским, вепсом по национальности, недалеко от его родного села Шокша, на берегу озера Яшезеро, на месте древнего языческого капища, что символизировало победу православной веры над язычеством.
Первые упоминания о монастыре, датированные 1562 годом, встречаются во вкладной книге, открытой для сбора средств на создание монашеской общины. Этот год принято считать датой основания монастыря. В это время был построен деревянный храм во имя Благовещенья Пресвятой Богородицы, общежительские кельи и хозяйственные постройки.
1 июня 1589 года, по просьбам Ионы, старца Иосифа и братии монастыря, митрополит Новгорода и Великих Лук Александр подписал жалованную грамоту, освобождающую монастырь от податей. На скопленные средства в 1629 году был возведён храм Преображения Господня.
В 1725 году «по малотребности» пустынь приписана к Клименецкому мужскому монастырю. 14 мая 1726 года по указу от заказчика Александро-Свирского монастыря архимандрита Кирилла Яшезерская пустынь была подчинена смотрению монаха Нифонта. В 1734 году она была полностью приписана к Александро-Свирскому монастырю.
3 апреля 1741 года строитель Клименецкого монастыря иеромонах Корнилий поручил монаху Геннадию надзирание церквей и церковной утвари в Благовещенском Яшезерском монастыре. Монах Геннадий по каким-то причинам в том же году не отправился в Яшезерскую пустынь, а прибыл в неё только в 1744 году. В пустыни тогда хозяйствовал простой работник Клименецкого монастыря Иван Иванов. За это время обитель была доведена до такого состояния, что по прибытии монаха Геннадия в монастыре насчитывалось не более 5 голов скота.
По реформе императрицы Екатерины II от 1764 года Яшезерский монастырь был упразднён и приписан к Новгородскому архиерейскому дому (к Ивинскому приходу Петрозаводского уезда).
На средства петрозаводского купца 1-й гильдии и мецената — уроженца села Шокша Марка Пименова был построен Храм во имя Преображения Господня.
С 1852 по 1857 год обитель была приписана к Олонецкому архиерейскому дому. По проекту и под руководством олонецкого губернского архитектора В. В. Тухтарова в 1853 году были проведены работы по восстановлению зданий монастыря.
12 сентября 1857 года указом Святейшего Синода Яшезерская пустынь обрела самостоятельность. Причиной послужило то, что на пожертвования и доходы монастыря удалось выстроить ограду с башнями, келейные корпуса для монахов, гостиницу и различные хозяйственные постройки, что помогло монастырю многократно улучшить своё положение.
В 1903 году в монастыре жило восемь монахов. Обитель владела землями и лесными угодьями и двумя озёрами. К 1907 году число насельников увеличилось до 12 человек.
В 1918 году последние семь монахов, которые не пожелали покинуть обитель, были расстреляны, монастырь закрыт, а имущество национализировано. На территории монастыря располагались пенитенциарные учреждения, летние лагеря, предприятия лесного хозяйства и прочее. К началу 1980-х годов большая часть строений была разрушена.
На 1990-е годы пришлась главная утрата: старинный деревянный храм Благовещения Пресвятой Богородицы был сожжён. Сохранился лишь полуразрушенный храм Преображения Господня, угловые башенки каменной ограды и два небольших монастырских здания.

## Настоящее время
26 декабря 2003 года решением Священного Синода Благовещенский Ионо-Яшезерский монастырь открыли для возобновления в нём монашеской жизни.
Благодаря активной деятельности игумена Досифея, весной 2004 года был создан Попечительский Совет по спасению Ионо-Яшезерского монастыря.
Была проведена паспортизация зданий обители, проектируется строительство нового храма во имя Благовещения Пресвятой Богородицы.
Также отсутствует дорога в обитель (7 километров пути труднопроходимы), что делает невозможным восстановительные работы. Лишь в 2012 году на средства владельца находящейся рядом с монастырем турбазы ряд ям на дороге был засыпан щебнем. Отсутствие средств и меценатов ставит под угрозу сохранность монастырского комплекса.
Как отмечалось в издании «Религиозно-общественная жизнь российских регионов» Кестонского института: «Эту братию можно по справедливости назвать подвижниками: в совершенно нищем, малолюдном и полностью секуляризированном крае они сумели во всех традиционно (сейчас в них много русских) вепсских селах отреставрировать, построить или оборудовать церковные здания, организовать общины и наладить церковную жизнь — воскресные школы, праздники и конкурсы для детей, небольшую гуманитарную помощь малоимущим. Однако весь актив и большинство прихожан — русские, по словам игумена Досифея, вепсы на призыв к вере отвечают очень вяло. В богослужении используют несколько молитв на вепсском языке, но дальше дело не пошло — дети и молодёжь не знают родного языка».
Благовещенский Ионо-Яшезерский монастырь был возвращён Петрозаводской епархии в конце 2019 года. К тому все деревянные постройки были полностью утрачены. В мае 2020 году в разгар пандемии в обители начались работы по консервации сохранившихся построек. Было решено начать работы с Преображенского храма. По согласованию с департаментом по охране объектов культурного наследия Республики Карелия в храме были установлены подпорные конструкции, удерживающие арки. Продолжались работы по расчистке территории монастыря от мусора, битого камня и кустарника. В 2021 года монастырь стал участником второго конкурса Президентских грантов с проектом «Ковчег преподобного Ионы». В проект вошли работы по продолжению аварийно-спасательных и консервационных мероприятий в Преображенском храме монастыря. Усилиями братии, волонтёров и трудников проект активно реализовывался с 2022 года и завершен в ноябре 2023 года. По благословению правящего архиерея Яшезерский монастырь совместно с департаментом по охране объектов культурного наследия Республики Карелия участвовал в подаче заявок на проведение работ по консервации всего монастырского комплекса. Это позволило обители войти в федеральную программу по сохранению объектов культурного наследия Республики Карелия. Проект по консервации комплекса зданий Ионо-Яшезерского монастыря разработан фирмой ООО «Межрегиональные проекты и программы развития». Реализация проекта успешно завершена в конце октября 2023 года. К марту 2024 года построены два причала, необходимые для подвоза людей и строительных материалов к монастырю.

## Настоятели
- игумен Иона Яшезерский (XVI век)
- Евфимий (1671)
- Феодосий (1682)
- Антоний (1764)[11].
- Исихий (1850-е гг.)
- строитель монастыря иеромонах Пимен, впоследствии игумен (1853-начало 1890-х гг.)[12][13]
- иеромонах Антоний (упом. 1898—1902)
- иеромонах Исаия (1903—1912)
- иеромонах Никон (1913—1917)[14]
- иеромонах Никодим, управляющий (1917)
- игумен Досифей (Ларионов) (с 26 декабря 2003)

## Видео
- «ВОЗРОЖДЕНИЕ». Фильм, посвящённый 440-летию монастыря (фрагмент, 2002 г.).